# Lijst van Bolswarders
Deze lijst van Bolswarders geeft een overzicht van bekende personen die in de Nederlandse stad Bolsward zijn geboren of  hebben gewoond.

## Geboren in Bolsward
- Petrus Thaborita (1450-1527), geschiedschrijver
- Gysbert Japicx (1603-1666), dichter
- Frederick Philipse (1626-1702), Nederlands-Amerikaans grootgrondbezitter
- Albertus Lycklama à Nijeholt (1761-1846), legerofficier
- Hans Monses Hettema (1761-1823), politicus
- Jan Cornelis Pieters Salverda (1783-1836), dichter
- Hans Willem de Blocq van Scheltinga (1802-1864), politicus
- Tjepke Mulier (1815-1883), burgemeester
- Johan Willem Binkes (1828-1891), viceadmiraal
- Petrus Lycklama à Nijeholt (1842-1913), burgemeester
- Eco Haitsma Mulier (1843-1920), burgemeester
- Helenus Marinus Speelman (1852-1907), marineofficier en burgemeester
- Johannes Huizinga (1867-1946), burgemeester
- Titus Brandsma (1881-1942), karmelietenpater en theoloog
- Abel Slippens (1896-1957), oprichter DMV en Sligro
- Fransoos Exaverius Lammers (1899-1971), SD'er, oorlogsmisdadiger
- Frits van der Meer (1904-1994), archeoloog, kunsthistoricus en priester
- Pier Anne Nawijn (1913-1982), burgemeester
- Jan Loman (1918-2006), kunstenaar
- Jan Murk de Vries (1919-2015), kunstenaar
- Joop Bakker (1921-2003), politicus
- Laurens ten Cate (1922-1984), journalist
- Henk Kossen (1923-2009), predikant en theoloog
- Aggie van der Meer (1927-2023), schrijfster en dichteres
- Hielke Faber (1935), organist
- Joop van Bergen (1943), beeldhouwer
- Mea van Ravesteyn-Kramer (1947), politicus
- Eppie Bleeker (1949), schaatser
- Larry van Wieren (1951), ijshockeyer
- Wim Letschert (1954-1999), politicus
- John Jorritsma (1956), politicus
- Ype Anema (1960), voetballer en slager
- Willibrordus van der Weide (1961), uitvinder
- Hein de Haas (1969), socioloog
- Bas Jacobs (1973), econoom
- Anno Wietze Hiemstra (1978), politicus
- Sander de Rouwe (1980), politicus
- Jelte Krijnsen (2001), wielrenner

## Voormalig inwoner of bekende
- Johannes Hilarides (1649-1726), voorvechter van de Friese taal
- Klaas Plantinga (1846-1922), distillateur
- Volie Schermer-De Jong (1923-2024), verzetsstrijdster
- Annemarie Jorritsma (1950), politica
- Loes Geurts (1986), voetbalster
- Pelé van Anholt (1991), voetballer